# Burg Adolphsbühl
Die Burg Adolphsbühl, auch Schloss Adolphsbühl genannt, ist eine ehemalige Wasserburg im heutigen Ortsteil Adelsberg südöstlich der Stadt Gemünden am Main im unterfränkischen Landkreis Main-Spessart in Bayern. Die zu einem Schloss umgebaute Anlage liegt auf dem „Adelsberg“ zwischen dem Main und der Wern.

## Geschichte
Die lange Geschichte der Burg ist weitgehend unbekannt. 1008 wurde die erste Burg von den Brüdern Adolf und Reinhard von Hohenberg erbaut und wurde später auch als Alolsbach, Allesberg und Allesburg erwähnt. Reinhard soll ab 1028 auch die östlich gelegene Homburg bei Gössenheim erbaut haben, was jedoch zweifelhaft ist. 1222 starb mit Adolf von Hohenberg der letzte seines Geschlechts. 1240 erbte Valentin von Blofelden, Schwiegersohn Adolfs von Hohenburg, die Burg.
Anderen Aussagen zufolge ging die Burg mit Ländereien an eine jüngere Linie der Hohenberger über, unter anderem an Dietrich von Hohenberg, der hier im Jahr 1333 als Dienstmann durch den Erzbischof von Mainz eingesetzt wurde und dafür die Burg als Offenhaus nutzen durfte.
1515 war Dietrich von Blofelden Herr auf Burg Adolphsbühl, die 1525 im Zuge des Bauernkrieges zerstört und danach wieder aufgebaut wurde. 1625 kam durch Heirat die Diemarsburg mit ihren Schutzjuden in den Besitz der Herren von Burg Adolphsbühl und stand von da an leer. Nur ein Jahr später, 1626, bekam die Anlage ein zusätzliches schlossähnliches Wohngebäude durch Hans von Schreibersdorf, das im Laufe des 19. Jahrhunderts umgebaut wurde. 1688 wurde Maria Barbara von Buttlar als neue Schlossherrin genannt. Zwölf Jahre später gehörte es einem Baron von Schütz. 1719 bis 1735 erfolgten umfangreiche Umbauten der Burganlage, darunter 1720 der Bau eines Gesindehauses zur Straße hin. 1745 kaufte Oberamtmann von Hettersdorf Schloss und Gut. Weitere fünf Jahre später wurde Carl Reinhard Freiherr von Drachsdorf neuer Besitzer. Seine Zeit ist mit den meisten Änderungen an der Schlossanlage verbunden: 1752 ließ er das alte, völlig heruntergekommene Schloss von 1626 abreißen und neu aufbauen, so wie man es mit kleinen Veränderungen heute sieht.
1842 wurde das Schloss an privat, den Oberschulrat H. Jäger aus Kassel, verkauft. In den folgenden Jahren wechselte das Schloss etliche Male den Besitzer. 1925 schließlich kam die Anlage an den Geschäftsinhaber Fritz Schmitt-Prym. 1931 wurde das Schloss an Adalberta Derleth verkauft, die eine Kräuter- und Teeherstellung betrieb. Der Grundbesitz, etwa 250 Hektar Feld, Wald und Wiesen, die zum Hofgut gehörten, wurden aufgeteilt und veräußert. 1959 gelangte das Schloss wiederum einen neuen Besitzer, Edgar Gäck. Dieser eröffnete dort eine Lederwarenfabrik. 1975 ging das Anwesen mit den Resten des Schlossparks an die Familie Stein. 2014 erwarb die Frankfurter Familie Priesemann das Anwesen, die es neben der privaten Nutzung als Galerie, für Übernachtungen und Veranstaltungen ausgebaut hat und somit der Öffentlichkeit wieder verstärkt zugänglich macht.

## Baubeschreibung

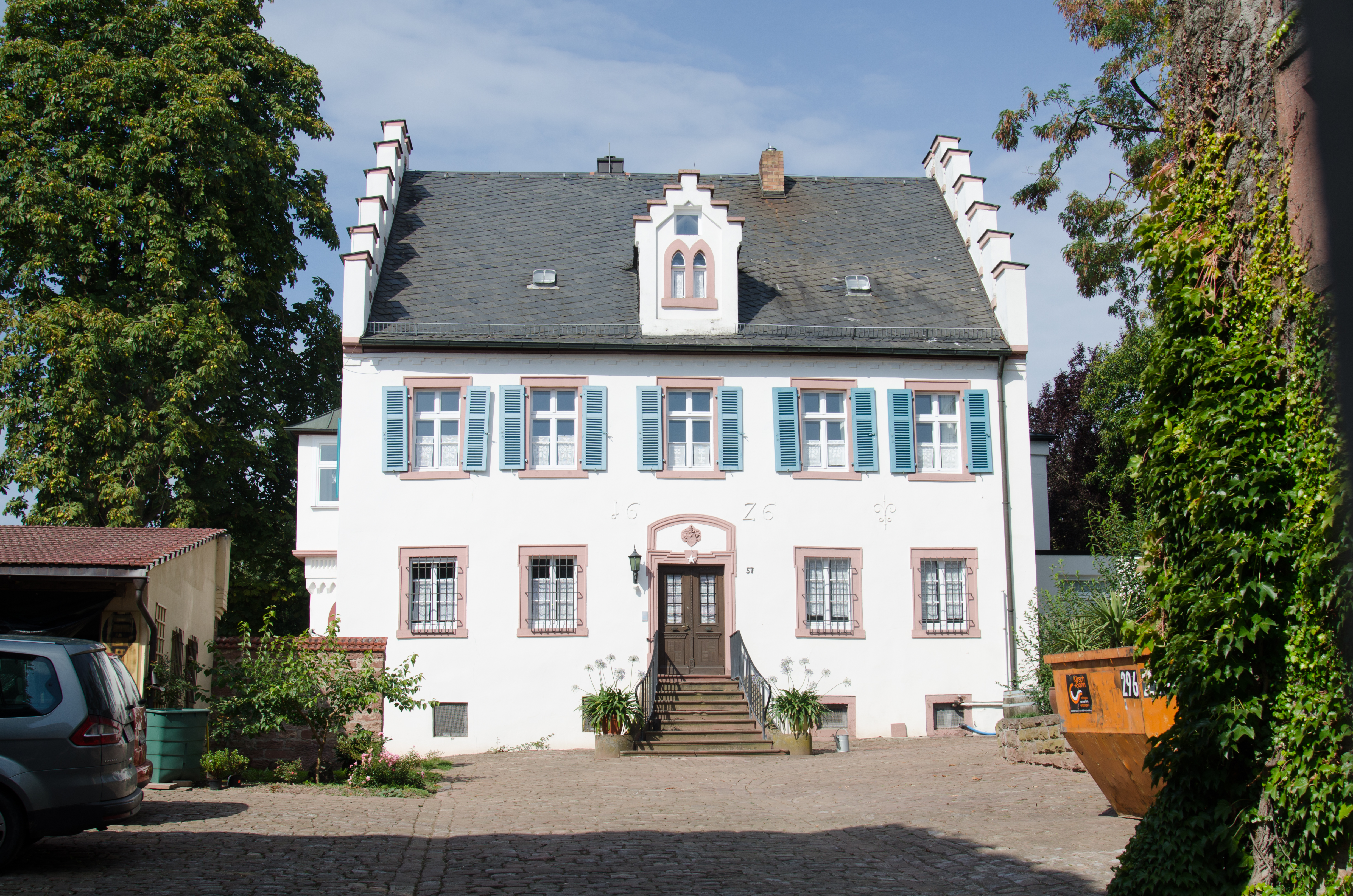
Das Herrenhaus

Burg Adolphsbühl hat heute noch einen von der Straße nach hinten über einen Hof gelegenen fünf- auf dreiachsigen Wohnbau (vermutlich der frühere Palas) als zweigeschossigen Satteldachbau mit Treppengiebeln in Putzmauerwerk mit geohrten Sandsteinrahmungen, der über der Freitreppe und der giebelverzierten Eingangstür mit kleinem Sandstein-Wappen groß das Datum 1626 trägt. Das Gebäude wurde im 19. Jahrhundert historisierend  stark verändert. Südlich auf der Giebelseite befindet sich eine zweigeschossige Auslucht, der leicht vorspringende Teil im ersten Stock weist einen Zinnenfries auf. Die gegenüberliegende Giebelseite schmückt im ersten Stock ein Erker. Über dem Eingang sitzt eine weit vorstehende Dachgaube ebenfalls mit Treppengiebel. In der Gaube und in den Giebelseiten gotische Spitzbogenfenster als Biforium (Lanzett-Zwillingsfenster).
Heutige Nebengebäude stammen aus dem 18. Jahrhundert. Der zinnenbewehrte Turm soll im 19. Jahrhundert errichtet worden sein.
Der zur Straße stehende Wohnturm ist ein dreigeschossiger quadratischer Bruchsteinbau mit Zinnenkranz und angrenzender zinnenbekrönter Pforte, neugotisch und stammt wohl aus dem 19. Jahrhundert. Er wurde vermutlich über einem älteren Gebäude errichtet. Im Hof befindet sich eine romanische Säule aus Sandstein mit Würfelkapitell. Am an der Straße neben dem Eingang stehenden zweigeschossigen unverputzten Bruchsteinbau mit Satteldach und geohrten Sandsteinrahmungen befindet sich ein großes gefasstes Sandstein-Wappen zur Hofeingangsseite hin. Das Haus wird auch als Vogthaus bezeichnet. Die ursprünglichen Figuren  aus dem Jahre 1720, die im Schlosspark standen, sind nicht mehr erhalten.

## Heutige Nutzung
Das Anwesen befindet sich in Privatbesitz. Es werden Ausstellungen, Lesungen und Märkte organisiert. Ferner werden der Turm und das Nebengebäude als Café, für Übernachtungen und für Feiern genutzt.